# Вторая османская оккупация Йемена
Вторая османская оккупация Йемена — оккупация Йеменcкого высокогорья, которое тогда называлось Йеменом, и прилегающих к нему районов турками-османами, которая происходила в период с 1871 по 1918 года. Таким образом часть Йемена вошла в состав Османской империи. Прибрежная равнина у Красного моря Тихама была оккупирована турками-османами ранее, с 1849 года. Чтобы не путаться, надо отметить, что Йеменом тогда называлась высокогорная часть Северного Йемена.

## История
Равнина Тихама находилась под властью Османской империи с 1849 года, когда на ней была восстановлена власть турецкой администрации.
В 1860 году турки предприняли попытку завоевать полуостров Шейх Саид в районе Баб-эль-Мандебского пролива, но были разбиты отрядами местного шейха Ахмеда Али Табата.
В 1869 году был открыт Суэцкий канал.
В 1871 году турецкие войска вторглись в высокогорный Йемен, используя внутренние распри в стране. В те времена Йеменом называлось только высокогорная часть сегодняшнего Йемена. Низменность вдоль побережья Красного моря называлась Тихамой, а южнее и восточнее Йемена были другие государственные образования.
Порта боялась усиления британского влияния в Южной Аравии. Поэтому османские власти решили взять весь высокогорный Йемен под свой «большой палeц» в 1872 году. В то же время, зейдитский имам Йемена аль-Мутаваккиль аль-Мухсин был не признан значительной частью населения Саны. Поэтому губернатор Мухсин Муид (англ. Muhsin Mu'id), признанный соперник и конкурент аль-Мутаваккиля аль-Мухсин, призвал аль-Хади Галиб (англ. al-Hadi Ghalib), как правильного имама. Губернатор и аль-Хади Галиб приветствовал турецкие войска, которые вошли в Сану в апреле 1872. С этим вмешательством государство Зейдитов было эффективно доведено к своему концу, так как была введена новая администрация. Аль-Мутаваккиль аль-Мухсин удалился в Хаддах (англ. Haddah) к югу от Саны, где он нашёл поддержку для борьбы с турецким оккупантам. Он был в состоянии поднять племена Хашид и Архаб (англ. Arhab) за своё правое дело. Однако, его последователи и сторонники в племенах были разбиты в ряде сражений в том же 1872 году.
В 1872 году, во времена второго завоевания Йемена Османами, имам Сайид Ахмад ибн Абд ар-Рахман защищал город (деревню) Каукабан от турок. Османы взяли Каукабан после семи месяцев осады.
В 1872 году страна стала вилайетом Османской империи. Английский посол в Стамбуле требовал вывода турецких войск из тех княжеств, которые имели соглашение с Великобританией.

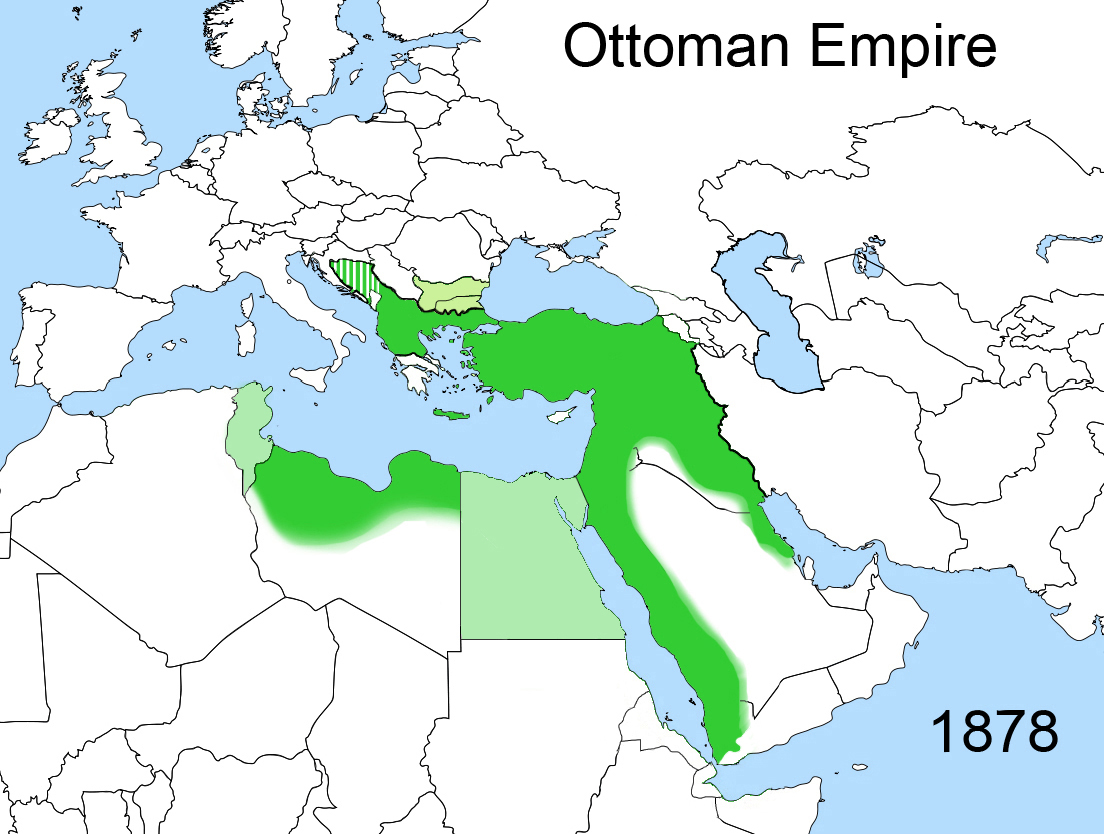
Карта Османской империи в 1878 году.

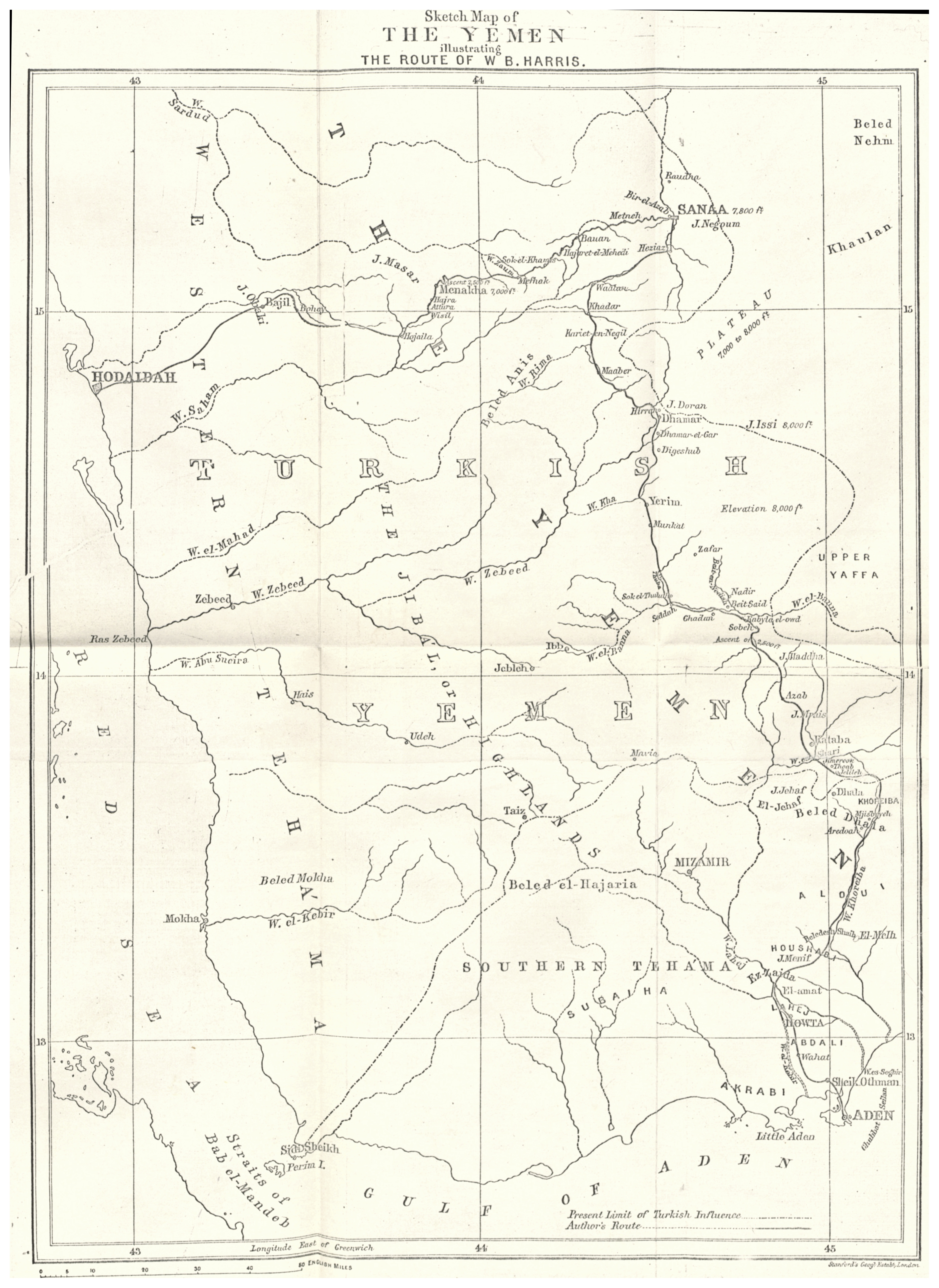
Карта Турецкого Йемена 1892 года.

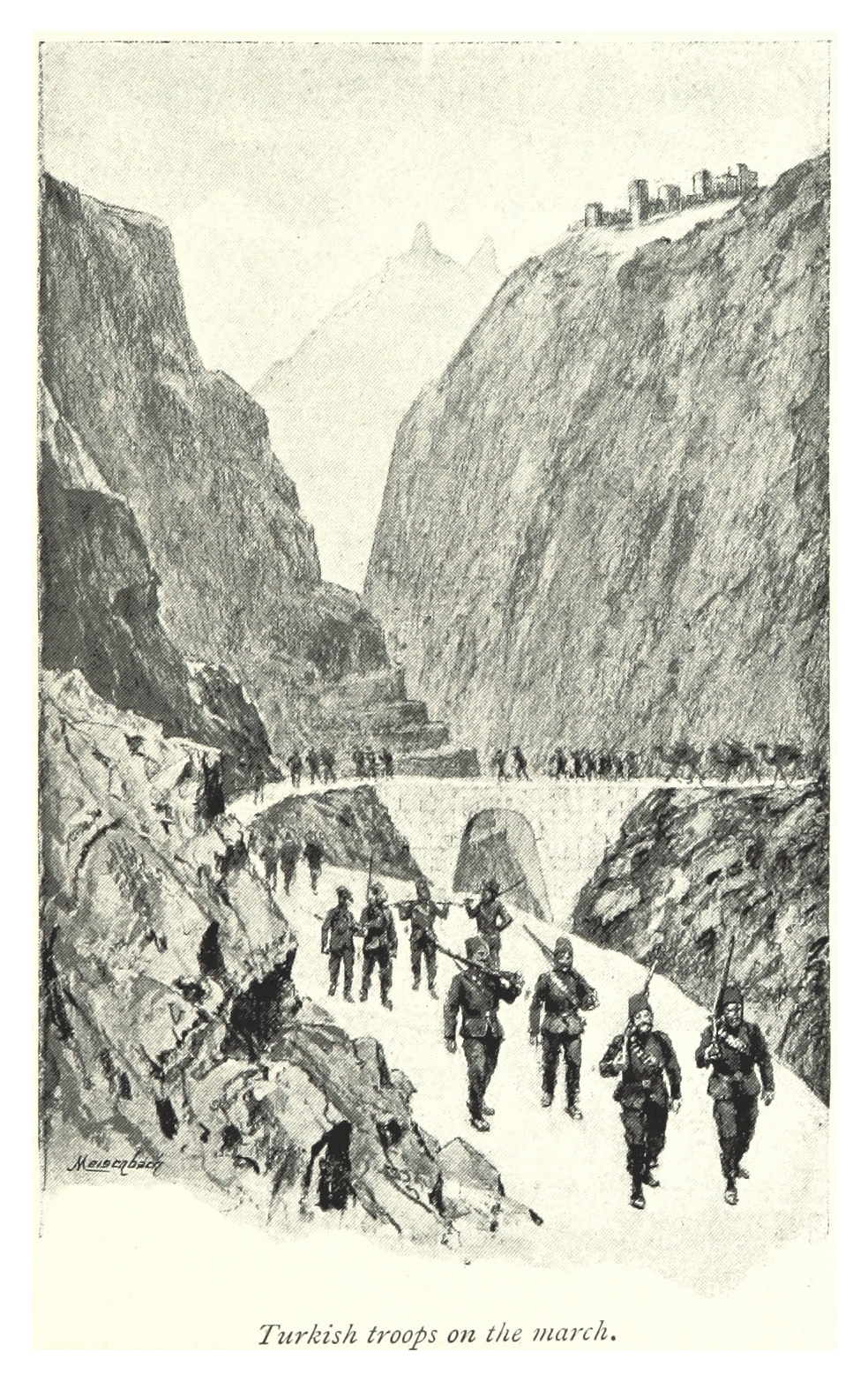
Турецкие войска на марше в Йемене. 1893 год.

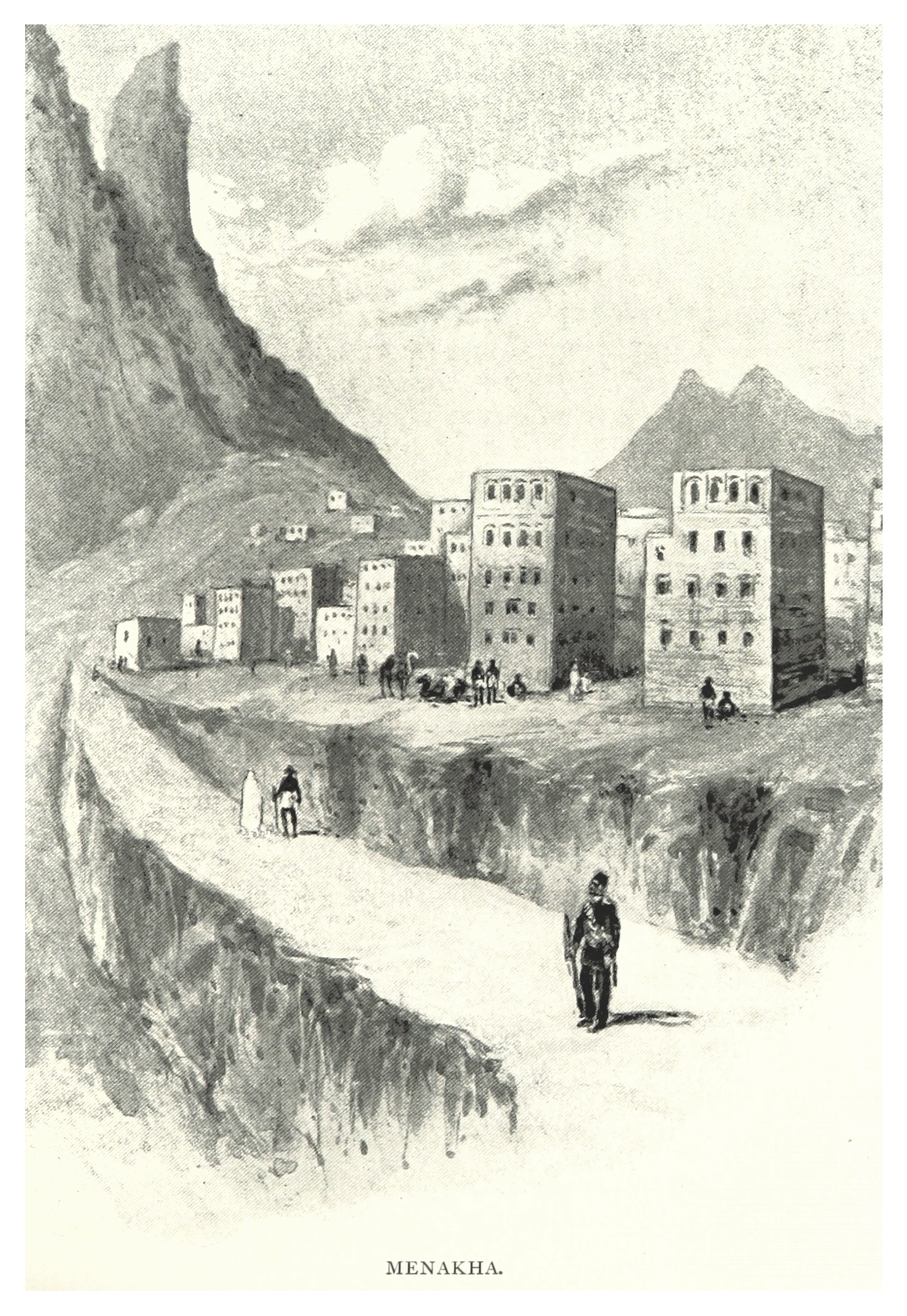
Манаха. 1893 год.

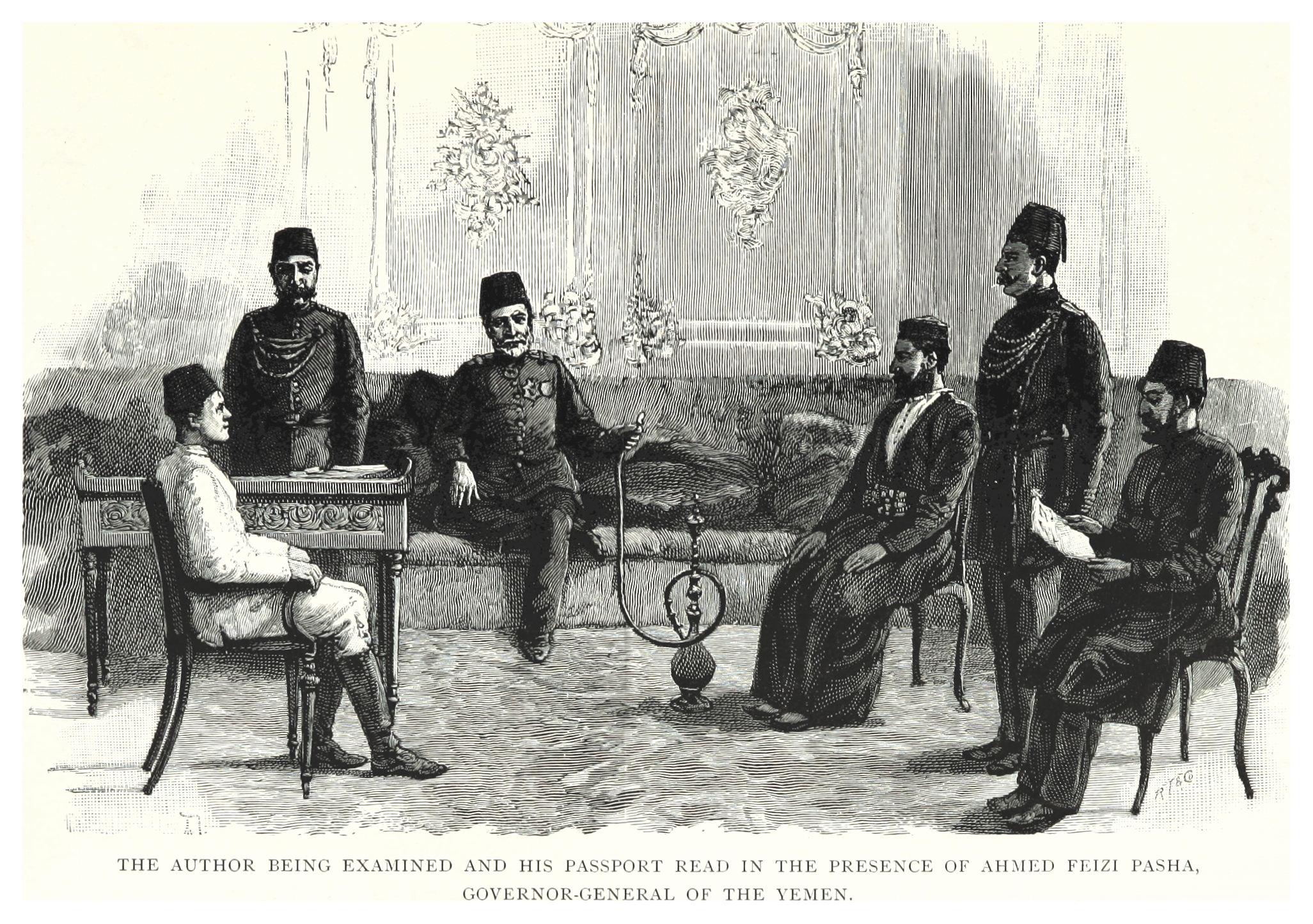
На приёме у Ахмед Фелиз Паши — генерал-губернатор Йемена. 1893 год.

Сана попала под управление Османской империи в 1872 году. Турки начали программу модернизации города. В 1872 году, мечеть аль-Бакирийа в Сане, которая была построена турками-османами в 1597 году во времена первой османской оккупации Йемена и короткого османо-зейдитского перемирия, подверглась реставрации и значительным изменениям, в том числе возвышение дивана в молитвенном зале и отделка мрамором михраба и минбара. В данный момент диван используется как место моления женщин, для которых ранее в этой мечети места не было.
Имам аль-Мутаваккиль аль-Мухсин отказался прекратить сопротивление и продолжал создавать проблемы для османского управления до его смерти в 1878. Альянс имама с племенными группами оставался твердыми и в дальнейшем, но он был не в состоянии серьёзно поставить под угрозу положение оккупантов.
В октябре 1873 году граф Нортбрук даже предложил послать экспедиционный корпус в Южный Йемен. Эта идея была поддержана в Индии, а также в Адене. Но премьер-министр Гладстон не решился на эту акцию, так как был не уверен в её благополучном исходе, опасаясь сопротивления племен и возможных международных осложнений.

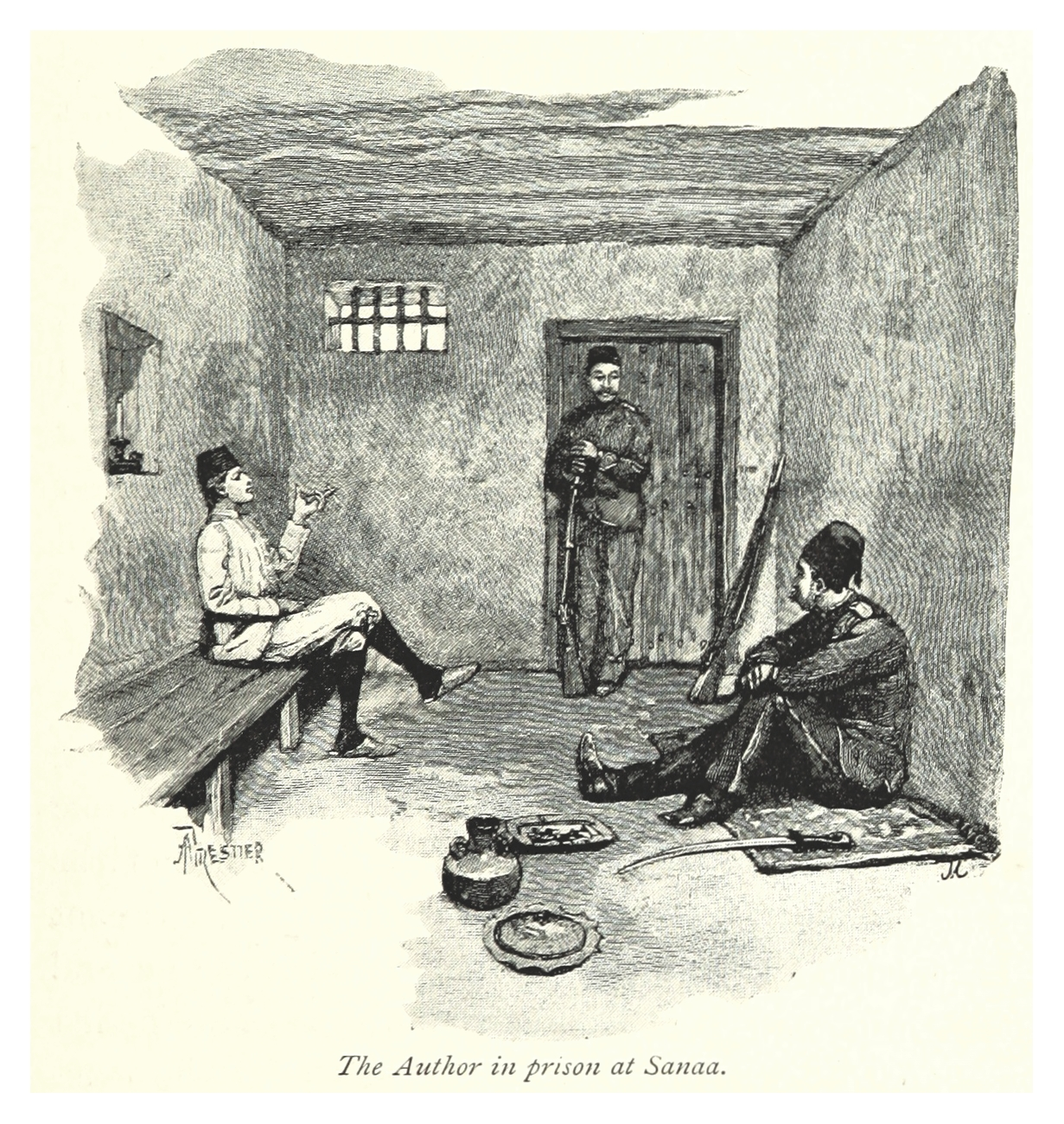
В турецкой тюрьме в Сана в 1893 году.

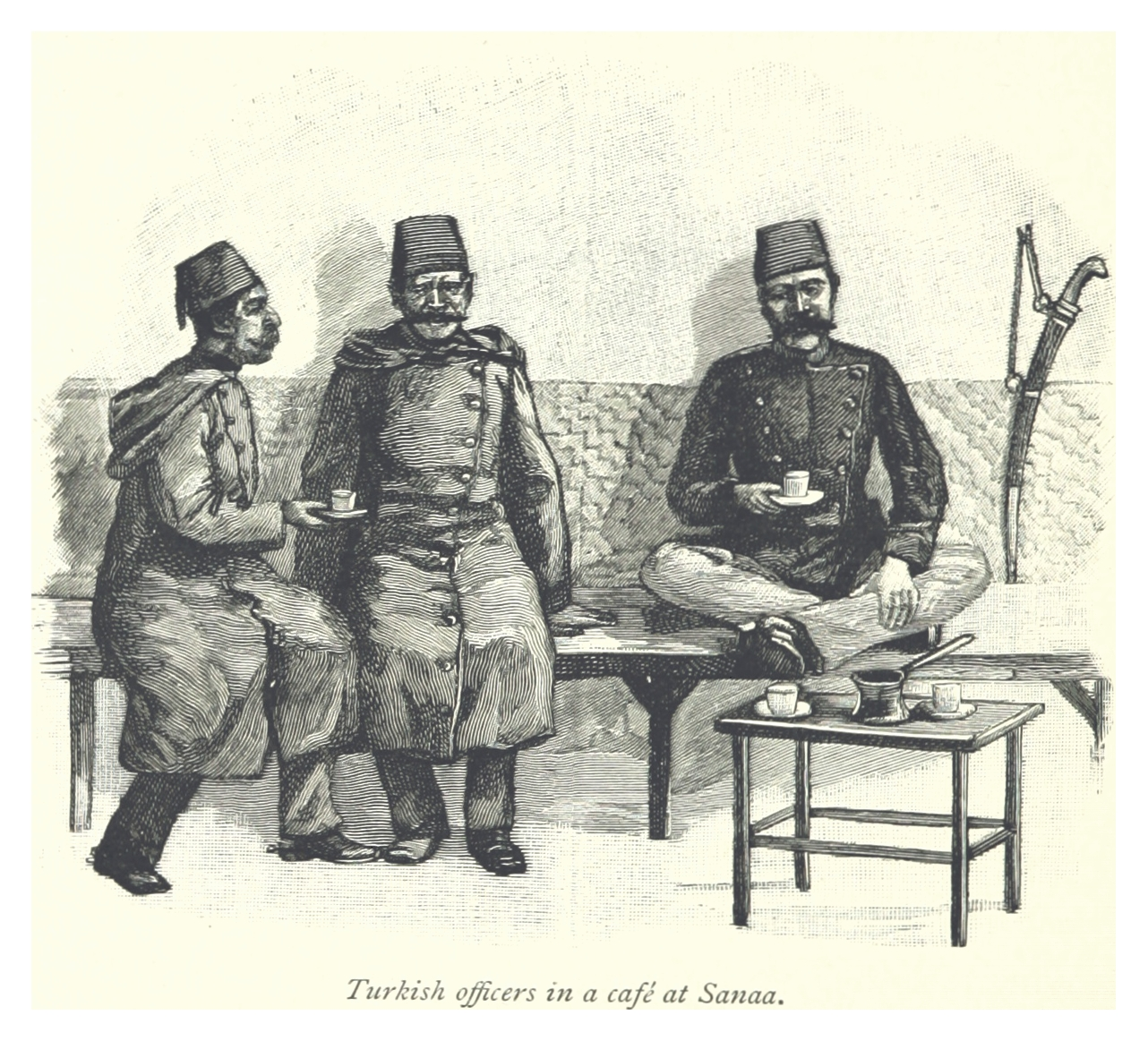
Турецкие офицеры в кофейне Сана в 1893 году.

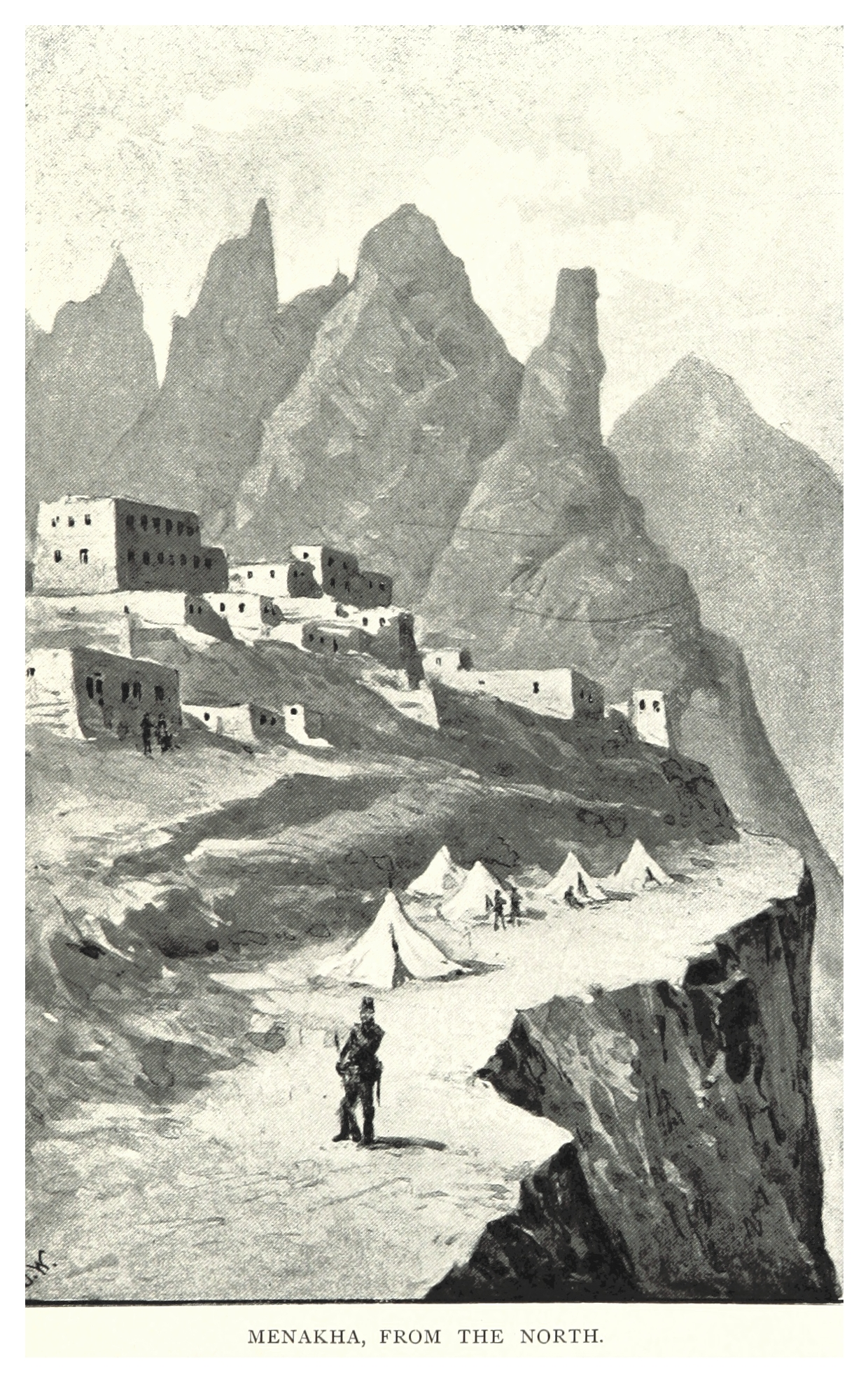
Вид на селение Менакха с севера, 1893 год.

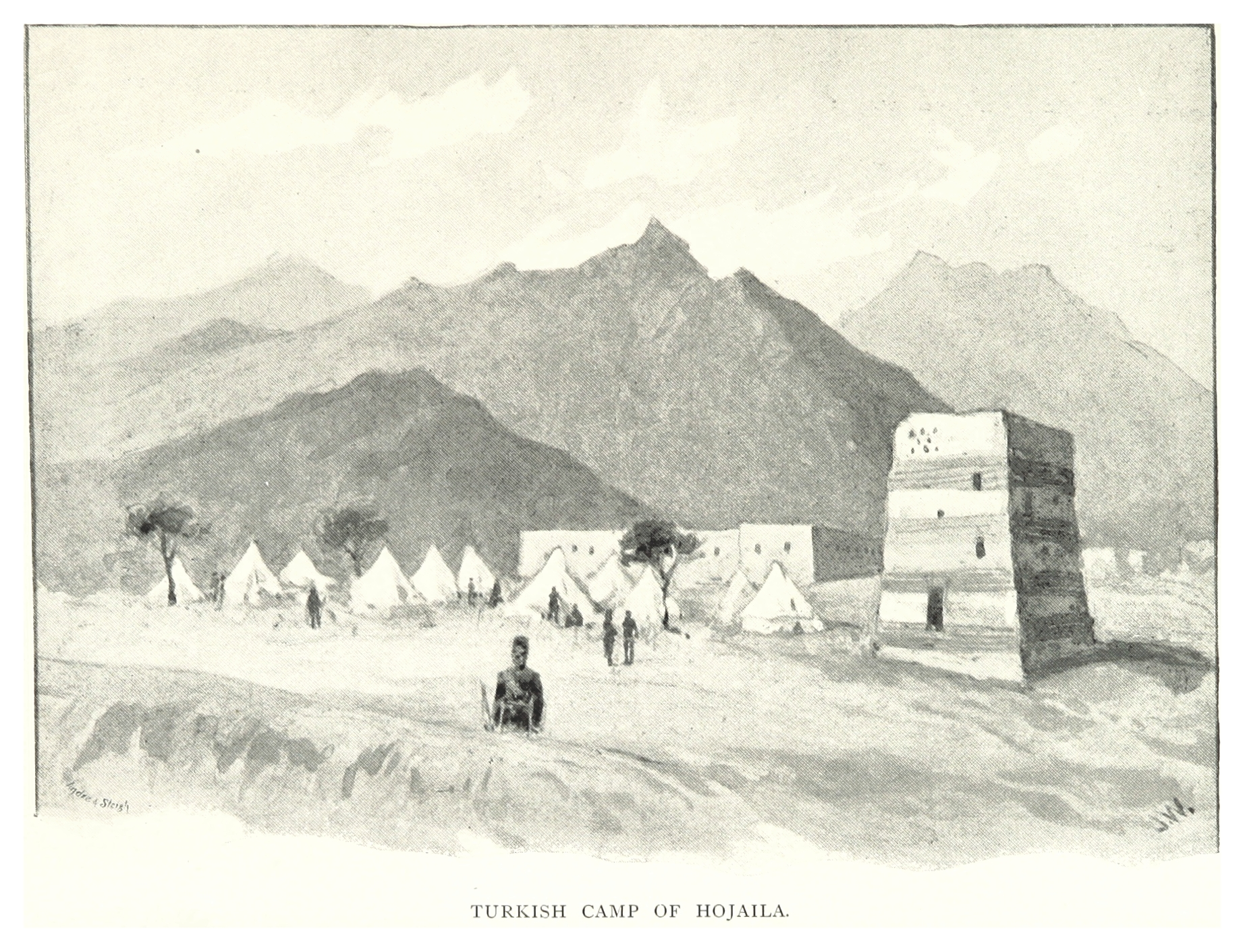
Турецкий лагерь в Ходжайла. 1893 год.

В марте 1874 году турки оккупировали ад-Дали (Дала), который располагался на караванном пути из Саны в Аден. В мае 1875 года британский резидент в Адене предложил освободить Дали военным путем. Но до этого дело не дошло, а в сентябре 1876 года Османская империя сама вывела войска, чему содействовали восстания на Балканах, собственные финансовые трудности, давление Великобритании, да и сопротивление местных племен.
После смерти имама аль-Мутаваккиль аль-Мухсин в 1878 году, борьбу с Османской империей продолжали его сыновья.
В 1878 году шейхи обратились к Великобритании с просьбой о протекторате. Лондон решил отказать им, не хотел обострять отношения с Портой. Это вызвало недовольство колониальных кругов. В марте 1880 года турецкие войска вновь появились в этом районе Дали, и Великобритания заключила договор о дружбе с правителем эмирата Дали. Это соперничество Стамбула и Лондона продолжалось и далее. В итоге Великобритании удалось в 1886 году установить протекторат над расположенными близ Адена княжествами. Кроме того, в 1890-х годах она поддерживала многочисленные восстания местных племен против Османской империи, разрешая контрабанду оружия через Аден.
Восстание 1884 года. Турецкое законодательство к тому времени был под влиянием европейских шаблонов. Эти, так называемые реформы Танзимата, были признаны еретическими жителями Зейдитской ветви Шиитского Ислама. Поэтому имам-самозванец аль-Хади Шараф ад-Дин был в состоянии продолжать борьбу несмотря на то, что Йемен был ещё разделён по племенному и религиозному признакам, что также мешалло начать единое сопротивление. Совместные атаки против турецких позиций был начат летом 1884 года, когда аль-Хади Шараф ад-Дин стремился подчинить себе хорошо обеспеченный водными ресурсами регионы к северо-западу от Санаа. Он распространил свой контроль на территории вокруг Хадджа и Зафир в высокогорье. Турецкие войска осаждали Зафир в течение семи месяцев, прежде чем последователи имама отступили.
После 1888 году сыновья имама аль-Мутаваккиль аль-Мухсин согласились получать пенсию от турецкого губернатора в обмен на лояльность. Факел сопротивления подхватил имам-самозванец из другой семьи, аль-Хади Шараф ад-Дин.
Сана была под управлением Османской империи с 1872 по 1890 год. Турки выполняли программу модернизации города. В конце XIX века в городе имелась крепость со сторожевыми башнями, 50 мечетей, караван-сараи, общественные купальни, сады, виноградники, город был центром оживлённой торговли, особенно кофе. В городе проживало около 30 тысяч жителей, среди них 1500 евреев. Водопровод снабжал город с горы Нокум.

### Восстание против Османской империи
Став зейдитским имамом в 1904 году после смерти своего отца Мухаммеда, также имама, Яхья бен Мухаммед возглавил восстание местных племён против Османской империи.

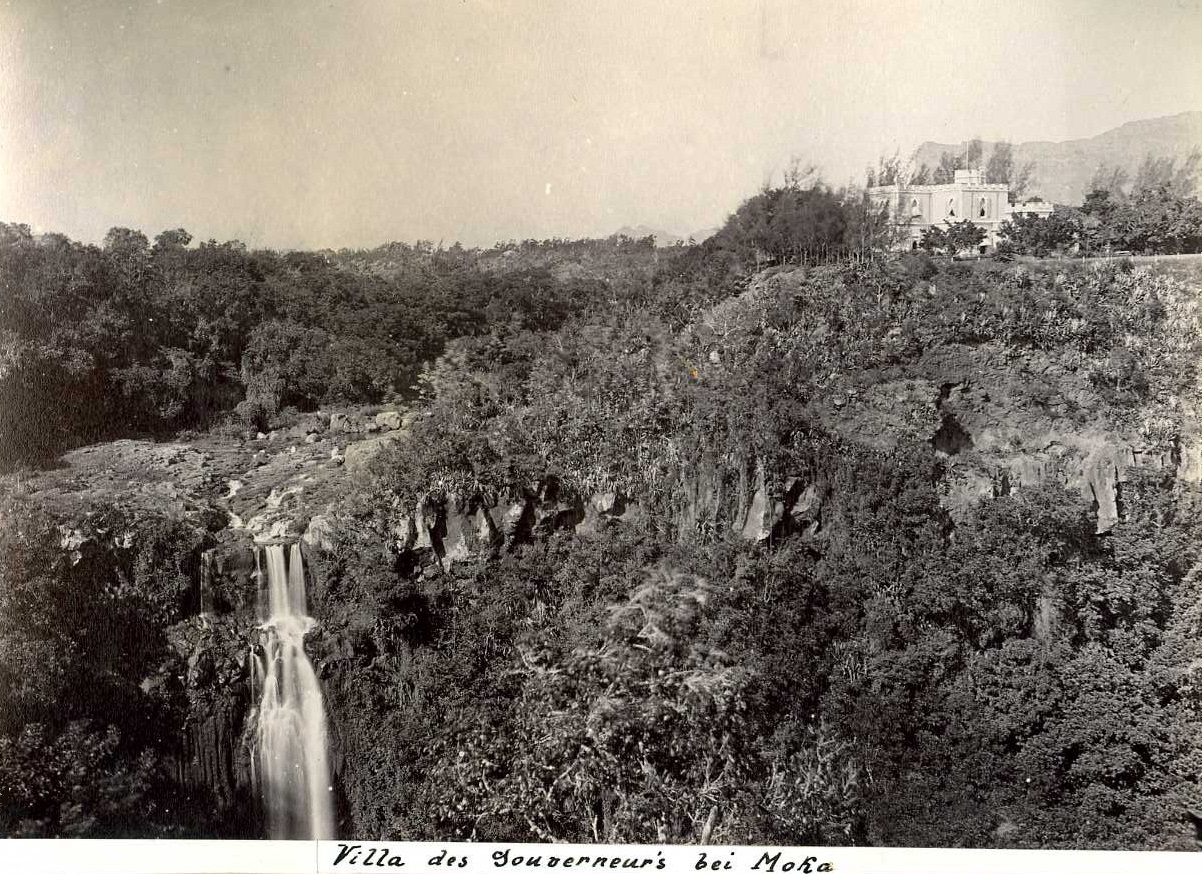
Вила турецкого губернатора в Моха в конце XIX века.

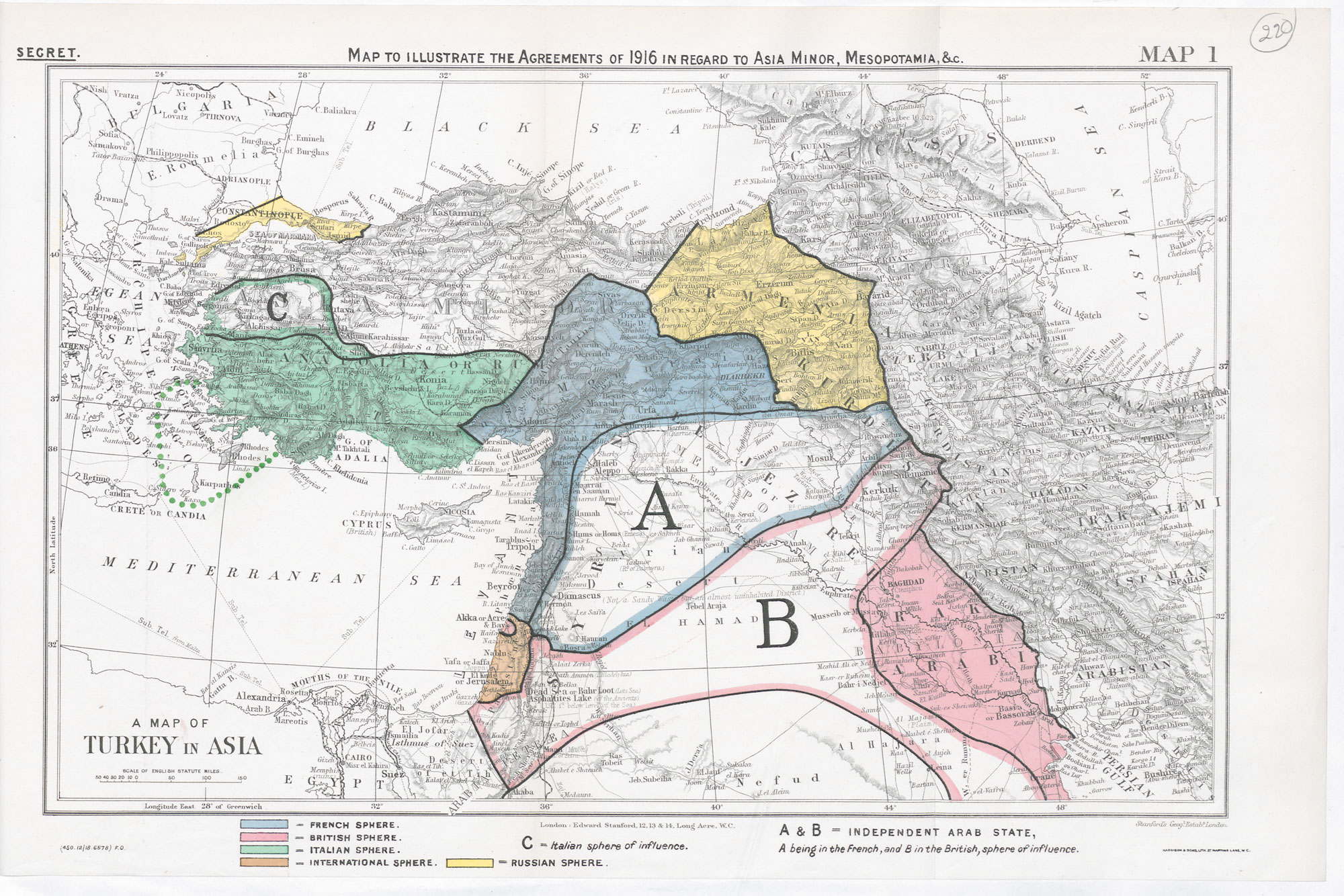
Соглашение Сайкса — Пико.

20 апреля 1905 года возглавляемые Яхьей бен Мухаммедом отряды сумели захватить крупнейший город региона Сану и удерживали его в течение шести месяцев, захватив также ряд других городов.
1911 год — Заключение договора между турками и имамом Яхья, согласно которому султан признает полную автономию Северного Йемена. Турки сохраняют право на пребывание в стране турецкого паши и войск.
1914 год — Англо-турецкая конвенция, определяющая границы между Аденским протекторатом и османскими владениями в Йемене.
1914 год — Началась Первая мировая война. Имам Яхья поддерживает турок-османов.
Июнь 1915 год — Остров Камаран был занят прибывшими из Адена английскими войсками. Английски войска в годы войны оккупировали и Тихаму, в том числе город-порт Ходейда.
1918 год — Великобритания установила протекторат над княжеством Катири.
1918 год — Османская империя разгромлена, имамы снова устанавливают контроль над значительной частью Йемена. Турки уступают Таиз получившему независимость Йеменскому Королевству.
Таким образом, турки-османы оставались номинальными правителями части Йемена вплоть до 1918 года.

### Послесловие
1918 год — возник англо-йеменский конфликт, который прекратился в 1928 году.
1919 год — Усилиями Яхьи бен Мухаммеда была создана армия королевства. В 1919 году провозгласивший себя королём Йемена Яхья бен Мухаммед Хамид-ад-Дин окончательно разорвал вассальные отношения с Турцией. Государство Яхьи, занимавшее в то время горный Йемен, стало центром объединительного движения йеменских племен.
1920 год — Йеменское королевство получило название Йеменское Мутаваккилийское Королевство.
В 1921 году Англия передала город и порт Ходейда эмирату Асир, как результат англо-йеменский конфликт 1918—1928 годов. Горный Йемен был блокирован, его внешнеторговые связи прерваны. Южные районы стали театром постоянных столкновений английских войск и племен Йемена.
В 1925 королём Яхъя была освобождена Ходейда и остальная территория Тихамы.